# إميل لي زانغ
إميل لي زانغ (26 فبراير 1991 بلوتشينيتس في سلوفاكيا - ) هو لاعب كرة قدم سلوفاكي في مركز الهجوم. شارك مع منتخب سلوفاكيا تحت 17 سنة لكرة القدم. أما مع النوادي، فقد لعب مع نادي جيلينا ونادي نورنبرغ ونادي نيترا وŠK Javorník Makov ‏ وFK Iskra Borčice ‏ وMFK Karviná ‏ وMŠK Rimavská Sobota ‏ وMFK Zemplín Michalovce ‏ وFTC Fiľakovo ‏.

## وصلات خارجية
- إميل لي زانغ على موقع الاتحاد الأوربي (الإنجليزية)
- إميل لي زانغ على موقع قاعدة بيانات كرة القدم.إي يو (الإنجليزية)
- إميل لي زانغ على موقع Soccerway.com (الإنجليزية)